# NetInfo
A NetInfo egy rendszer-konfigurációs adatbázis, mely adminisztratív adatok nyomon követését teszi lehetővé a NeXTSTEP, OpenStep for Mach és a Mac OS X rendszerek számára, egészen a v10.4 “Tiger” verzióig. Információkat tárolhatunk felhasználókról, felhasználói csoportokról, e-mail konfigurációkról, hálózati fájlrendszerekről, nyomtatókról és egyéb erőforrásokról. A NetInfo helyettesíti a legtöbb Unix konfigurációs fájlt, de megtartja azokat a egy felhasználós üzemmódban való futtatáshoz. Használatával az erőforrások könnyen konfigurálhatóvá, hálózatok számára egyszerűen megoszthatóvá válnak.

## Története
A NetInfo a NeXTSTEP 0.9 verziójában mutatkozott be, helyettesítve az eddig jól megszokott Unix rendszer-konfigurációs fájlokat és a Sun Microsystems NIS–ét. Nem csupán a NetInfo volt egyedi a NeXT gépek számára (bár a NeXT később engedélyezte a Xedoc számára (ausztráliai szoftvergyártó cég), hogy kiterjessze a NetInfo-t egyéb Unix rendszerek számára is. A DNS lekérdezések a NetInfo-n keresztül mentek. Ez vezetett ahhoz a helyzethez, hogy alapvető feladatok, mint a Unix UID átfordítása felhasználónévre nem volt teljes, mivel a NetInfo elakadt a DNS keresés során. Első megoldásként elérhetővé vált a NetInfo letiltása, a megszokott Unix rendszerfájlok használata, de később a NeXTSTEP 2-es verziójában ez már egyet jelentett a DNS szolgáltatás letiltásával. A Mac OS X 10.5-ös verziótól kezdődően a NetInfo el lett távolítva, minden egyéb tartozékával (parancssori eszközök, NetInfo Manager, stb.) együtt.

## Netinfo Szerver
Minden gép amely NetInfo-t használ, egyben NetInfo szerver is. A tartomány információi elérhetőek a NetInfo-n keresztül. Egy NetInfo hálózatban, mely rendelkezik legalább egy hálózati tartománnyal, a hálózati tartomány kiszolgálójának két NetInfo szervert kell futtatnia párhuzamosan. Egyik a hálózati, míg a másik a helyi tartományért felelős. Azon gépek, melyek részei a hálózati tartománynak, jogosultak a tartomány információinak elérésére.

## NetInfo tartomány
A NetInfo tartomány egy hierarchikus gyűjteménye a NetInfo adatbázis(ok)nak. A szintek száma a hierarchiában nincs korlátozva, de ritka, hogy 3-nál többre lenne szükség. Egy 3 szintes hierarchiában minden NetInfo-t használó gép rendelkezik egy helyi tartománnyal, illetve egy helyi adatbázissal, mely tartalmazza a gép információit. A helyi tartomány feletti szintet szokás hálózati tartománynak, vagy hálózati adatbázisnak is nevezni, itt találhatóak a rendszer megosztott erőforrásai, illetve az adminisztratív adatok. A legfelső szint a gyökér tartomány, vagy gyökér adatbázis, itt a hálózat egészéről található információ.

## Információk kiolvasása a NetInfo adatbázisból
A NetInfo egy információs tárház, tulajdonképpen egy passzív adatbázis, mely az erőforrások konfigurációs beállításait hívatott tárolni. Ez azt jelenti, hogy a NetInfo által tárolt információk más alkalmazások által kinyerhetők. Az információ kinyerésének módjai:
- Lookupd (háttérben futó folyamat, a NetInfo olvasását teszi lehetővé)
- NetInfo API–n keresztül direktben
- NetInfo Manager Utility
- niutil (parancssori eszköz)

## NetInfo helye a fájlrendszeren
Az adatbázis a /private/var/db/netinfo/local.nidb könyvtárban található és csak a root felhasználó számára hozzáférhető. Ha a gép NetInfo szerver, az egyes tartományokhoz tartozó adatbázisok szintén itt találhatóak. Ezen adatbázisok neve megegyezik a szerverük tartománynevével.

## Tárolt adatok
- afpuser_aliases
- aliases
- exports
- groups
- machines
- mounts
- networks
- printers
- protocols
- rpcs
- services
- users

## Fordítás
Ez a szócikk részben vagy egészben  a   NetInfo című angol Wikipédia-szócikk fordításán alapul.  Az eredeti cikk szerkesztőit annak laptörténete sorolja fel. Ez a jelzés csupán a megfogalmazás eredetét és a szerzői jogokat jelzi, nem szolgál a cikkben szereplő információk forrásmegjelöléseként.